# La Neuville-aux-Larris
La Neuville-aux-Larris ist eine französische Gemeinde mit 192 Einwohnern (Stand: 1. Januar 2022) im Département Marne in der Region Grand Est (vor 2016 Champagne-Ardenne). Sie gehört zum Arrondissement Épernay und zum Kanton Dormans-Paysages de Champagne. 

## Geographie
La Neuville-aux-Larris liegt etwa 23 Kilometer südwestlich von Reims.
Nachbargemeinden von La Neuville-aux-Larris sind Champlat-et-Boujacourt im Norden, Chaumuzy im Osten, Belval-sous-Châtillon im Osten und Südosten, Cuchery im Süden, Baslieux-sous-Châtillon im Südwesten sowie Jonquery im Westen.

## Bevölkerungsentwicklung
| Jahr                       | 1962 | 1968 | 1975 | 1982 | 1990 | 1999 | 2006 | 2018 |
| Einwohner                  | 200  | 180  | 174  | 159  | 181  | 162  | 171  | 177  |
| Quellen: Cassini und INSEE |      |      |      |      |      |      |      |      |

## Sehenswürdigkeiten

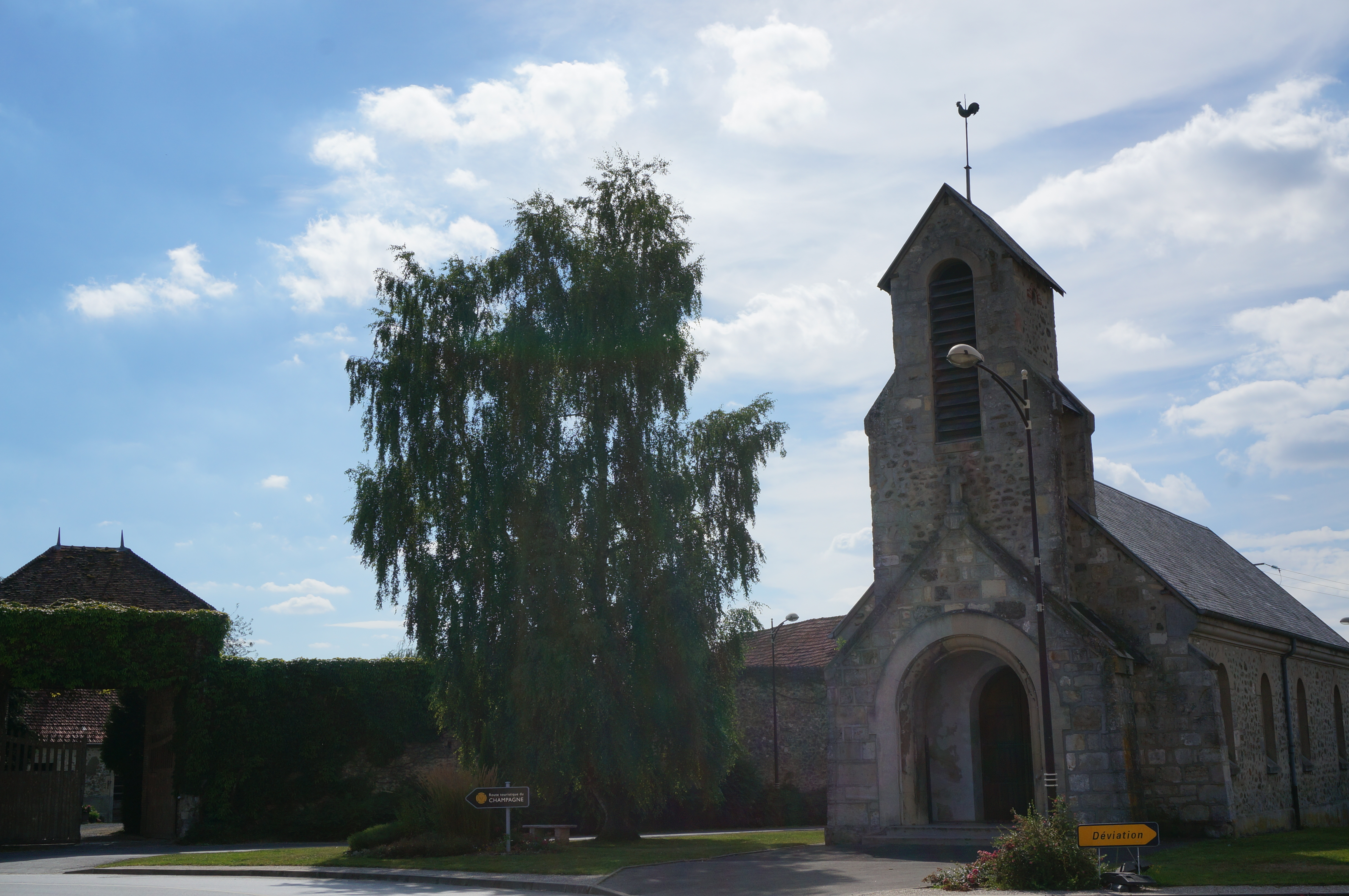
Kirche Notre-Dame

- Kirche Notre-Dame
- britischer Soldatenfriedhof
- früheres Schloss Courton